# 전유주
전유주(2011년 7월 9일~)은 대한민국의 여자 펜싱 선수이다. 2025년 최연소 유소년 국가대표로 선발되어, 아시아 펜싱 선수권 대회 17세이하부에서 개인 동메달, 단체 동메달을 획득하였다.

## 생애
전유주는 서울특별시 출생으로 한국에서 유년기를 보냈다. 7살 무렵 아버지의 사업 관련으로 중국의 국제학교에 입학하였고, 8살 때 홍콩 교우의 소개로 펜싱클럽을 가면서 플러레로 펜싱에 입문하게 되었다. 이후 취미로 펜싱을 이어 오다가 코로나의 영향으로 3년 정도 쉬게 되었다. 5학년에 우연히 한국인 코치가 운영하는 펜싱클럽을 소개받아 다시 펜싱을 시작하게 되었고, 이때 플러레에서 사브르로 종목을 변경했다. 6학년에는 국내 초등 5-6학년부 동호인 대회에서 3차례 개인전 1위를 차지하며 두각을 나타내기 시작했다. 이후 본격적인 엘리트선수생활을 위하여, 중학교 1학년 입학시점에 가족 모두 한국으로 귀국하여 한국에서 국제학교와 엘리트훈련을 병행하고 있다.

## 선수경력
전유주는 취미로 펜싱을 시작했으나 각종 대회에서 좋은 성적을 거두며 점차 두각을 나타내기 시작했다. 2024년 제53회 전국소년체전 경기도 대표 선발전에서 우승하며 첫 전국대회에 출전하였고, 해당 체전에서 개인전 준우승과 단체전서 경기 선발의 우승을 이끌었다. 7월 제53회 회장배 전국남녀종별펜싱선수권과 제52회 문화체육관광부장관기 전국남녀중·고펜싱선수권에서는 연거푸 우승을 차지하였다. 이후 8월에는 2024 국제청소년펜싱 서킷(IRC) 중국대회 여자 사브르 카뎃부서 우승했고, 10월 2024 북아메리카컵(NAC) 펜싱대회에서 고교·대학 선수들을 제치고 디비젼Ⅱ 최연소 금메달 획득했다. 제21회 한국중·고펜싱연맹 전국남녀종별선수권대회서도 개인전 준우승을 차지해 2024년 시즌 전국대회 개인전서 4차례 결승에 진출 금메달과 은메달 각 2개를 획득했다. 이러한 기량을 바탕으로 최근 10년간 유소년 국가대표 선발전에서 유일하게 여자 사브르 엘리트학교가 아닌 클럽출신으로 선발되었으며, 최연소 1위를 기록하였다. 2025년에는 대한민국 유소년 국가대표로 아시아선수권대회 17세이하부 최연소로 출전하여 개인전 3위, 단체전 3위의 성적을 기록했다.

## 수상

### 2025
- 2025 북아메리칸컵 펜싱대회 여자 14세 이하(U-14) 사브르 개인전 금메달[5]
- 2025 북아메리칸컵 펜싱대회 카뎃부(U-17) 사브르 개인전 동메달[6]

- 아시아펜싱선수권대회 17세이하부 개인전 동메달[7]
- 아시아펜싱선수권대회 17세이하부 단체전 동메달
- 제37회 한국중고펜싱연맹회장배전국남녀펜싱선수권대회 여중 사브르 개인전 3위[8]

### 2024
- 제21회 한국중고펜싱연맹전국남녀종별펜싱선수권대회 여자중등부 사브르 개인전 2위

- 제21회 한국중고펜싱연맹전국남녀종별펜싱선수권대회 여자중등부 사브르 단체전 1위
- October North American Cup Division II Women Sabre 1위[9]
- 제53회 회장배전국남녀종별펜싱선수권대회 여자중등부 사브르 개인전 1위[10]
- 제53회 회장배전국남녀종별펜싱선수권대회 여자중등부 사브르 단체전 1위
- 제53회 전국소년체육대회 여자 15세이하부 사브르 개인전 2위
- 제53회 전국소년체육대회 여자 15세이하부 사브르 단체전 1위
- 제52회 문화체육관광부장관기 전국남녀중고펜싱선수권대회 여자중등부 사브르 개인전 1위[11]
- 제52회 문화체육관광부장관기 전국남녀중고펜싱선수권대회 여자중등부 사브르 단체전 1위